# Erich Eiswaldt
Erich Karl Maria Eiswaldt (* 23. Juni 1894 in Shanghai; † 18. August 1974 in Rottach-Egern) war ein deutscher Diplomat und Botschafter in Kabul, der Hauptstadt von Afghanistan.

## Leben
Eiswaldt war Sohn des deutschen Generalkonsuls Rudolf Eiswaldt und der italienischen Diplomatentochter Marie Galliani; Neffe des Generalmajors Rudolf Eiswaldt. Er war eng verbunden mit der Familie des Generals der Infanterie Friedrich Siebert, Bruder des bayerischen Ministerpräsidenten Ludwig Siebert, in der er in Deutschland während der Auslandstätigkeiten seines Vaters lebte. Erich Eiswaldt war vor seiner Tätigkeit als Botschafter Syndikus der Industrie- und Handelskammer München und Botschaftsrat in Italien.
1912 erhielt er das  Abitur am Kadettenkorps München, als 1. seines Jahrgangs und begann ein Studium der Volkswirtschaft in München mit Abschluss Dr. oec. publ., das er  1933 mit summa cum laude abschloss. Von 1912 bis 1919 war Eiswaldt aktiver Offizier als Ordonnanzoffizier im Generalstab, Mitglied der Deutschen Militärdelegation in der Türkei. Er erhielt einen Abgang als Hauptmann der Reserve im Alter von 25 Jahren und war  1939–1940 im Einsatz an der Westfront.
Eiswaldt war von 1922 bis 1923 Universitätsassistent am Wirtschaftsgeschichtlichen Seminar München. 1923 trat er in die Industrie- und Handelskammer München ein, wo er 1931 stellvertretender Syndikus wurde und von 1941 bis 1950 Leitender Syndikus war. 1950 ging Eiswaldt als Botschaftsrat und Leiter der Wirtschaftsabteilung mit Clemens von Brentano, der nach dem Zweiten Weltkrieg Deutschlands erster Botschafter in Italien wurde, nach Rom, wo er die deutsche Wirtschaftsvertretung mit aufbaute. 1957 wurde Eiswaldt deutscher Gesandter in Kabul und erster deutscher Vertreter im Rang eines Botschafters in Afghanistan. Er setzte sich beim König von Afghanistan dafür ein, die Listung der deutschen Gesandtschaft gegenüber den europäischen diplomatischen Vertretungen aufzuwerten, so dass die deutsche Vertretung 1958 in den Status einer Botschaft erhoben wurde. Im Gegenzug erlangt die afghanische Vertretung in Deutschland ebenfalls den Status einer Botschaft.
1957 wurde Eiswaldt mit dem  Komturkreuz des italienischen Verdienstordens ausgezeichnet und am 7. Dezember 1959 verlieh ihm der König von Afghanistan den Orden Sardan-e-Ala in Gold.